# El Porvenir (Uruguay)
El Porvenir, auch Villa Porvenir, ist eine Ortschaft in Uruguay.

## Geographie
Sie befindet sich im Südwesten des Departamento Canelones in dessen Sektor 6 südlich von Sauce am Kilometerpunkt 25,5 der Ruta 6 nördlich deren Zusammentreffen mit der Straße "Tomas Berreta". Weitere Siedlungen in der Nähe sind Fraccionamiento Sobre Ruta 74, Asentamiento Ruta 6 K24500, Villa San Felipe und Villa San José.

## Einwohner
Die Einwohnerzahl von El Porvenir beträgt 507. (Stand: 2011)
| Jahr | Einwohner |
| ---- | --------- |
| 1975 | -         |
| 1985 | 367       |
| 1996 | 260       |
| 2004 | 364       |
| 2011 | 507       |

Quelle: Instituto Nacional de Estadística de Uruguay